# Churfirsten
Les Churfirsten sont une chaîne de montagnes dans le canton de Saint-Gall, en Suisse, qui fait partie des Préalpes appenzelloises. Elle se trouve entre le haut Toggenburg et le lac de Walenstadt.
Selon la manière de compter, elle se compose de sept à treize sommets.

## Toponymie
Le nom découle des sept princes-électeurs du Saint-Empire romain germanique[réf. nécessaire].
C'est la dénomination d'origine de l'abbaye de Saint-Gall dont le conflit avec les bourgeois du Toggenburg créa la forme moqueuse Kuhfürsten ou Kuhfirsten, qui devint plus tard Churfirsten[réf. nécessaire].

## Principaux sommets

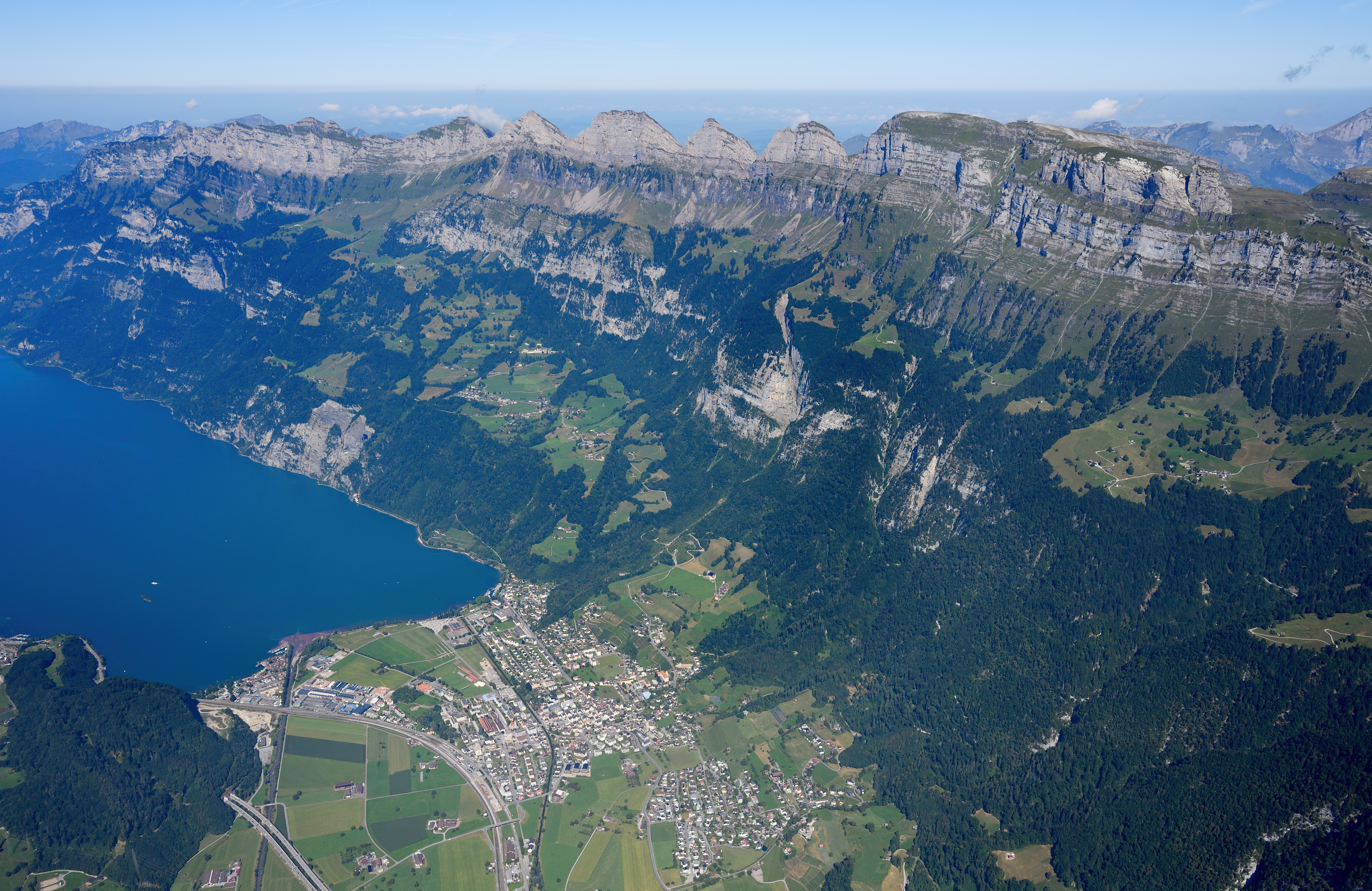
Les Churfirsten vus depuis le sud-est : Tristencholben, Chäserrugg, Hinderrugg, Schibenstoll, Zuestoll, Brisi, Frümsel et Selun (de droite à gauche).

D'ouest en est :
- Selun (2 205 m)
- Frümsel (2 263 m)
- Brisi (2 279 m)
- Zuestoll (2 235 m)
- Schibenstoll (2 234 m)
- Hinderrugg (2 306 m)
- Chäserrugg (2 260 m)